# José Mancisidor
José Mancisidor Ortiz (Veracruz, Veracruz; 20 de abril de 1894 - Monterrey, Nuevo León, México; 22 de agosto de 1956). Fue un escritor, historiador y político mexicano.

## Biografía
José Mancisidor Ortiz nació 20 de abril de 1894 en Veracruz, Veracruz, México, hijo de Jorge Tomás Mancisidor Oyarzábal y Catalina Ortiz Alpuche, quinto de una familia de once hermanos: Jorge, Rodolfo, Catalina, Esperanza, José, Anselmo, Carmela, Raimundo, María, Emilio y Francisco. Realizó sus estudios primarios en la Escuela Cantonal "Francisco Javier Clavijero" y más tarde en la Escuela de Maestranza de la Secretaría de Marina, la cual se encontraba en el fuerte de San Juan de Ulúa, hasta el tercer año alcanzando el grado de sargento. En abril de 1914 participa en la defensa del puerto de Veracruz contra la ocupación estadounidense por la infantería de marina. Llega a secuestrar a un oficial con el objeto de escapar para unirse a las fuerzas constitucionalistas del general Cándido Aguilar quien lo incorpora al primer cuerpo de artillería de la primera División de Oriente con el grado de teniente. Su carrera militar continuó hasta 1920, participando en la Revolución mexicana en las fuerzas constitucionalistas de Venustiano Carranza y alcanzando el grado de teniente coronel de artillería, llegando a ser nombrado comandante militar y gobernador del territorio de Quintana Roo. Contrajo matrimonio con Dolores Varela en 1917 con quien tuvo cinco hijos: Orlando, Arnaldo, Holda, Elvia y Yolanda. Entre 1920 y 1922 fue síndico municipal de Xalapa. El 8 de diciembre de 1923 estuvo en la organización de la defensa civil contra el levantamiento delahuertista. De 1926 a 1929 fue diputado local por el distrito de Xalapa. Apoyó el levantamiento del general Arnulfo R. Gómez en el estado bajo órdenes del general Miguel Alemán González; sin embargo, tras el fusilamiento de Gómez en 1927 se acoge a una amnistía hecha por el gobierno. Una vez más, en 1929, se adhiere a la sublevación fallida del general Jesús M. Aguirre, quien secundaba al general José Gonzalo Escobar, quien ya antes había combatido, derrotado y ejecutado al general Arnulfo R. Gómez.

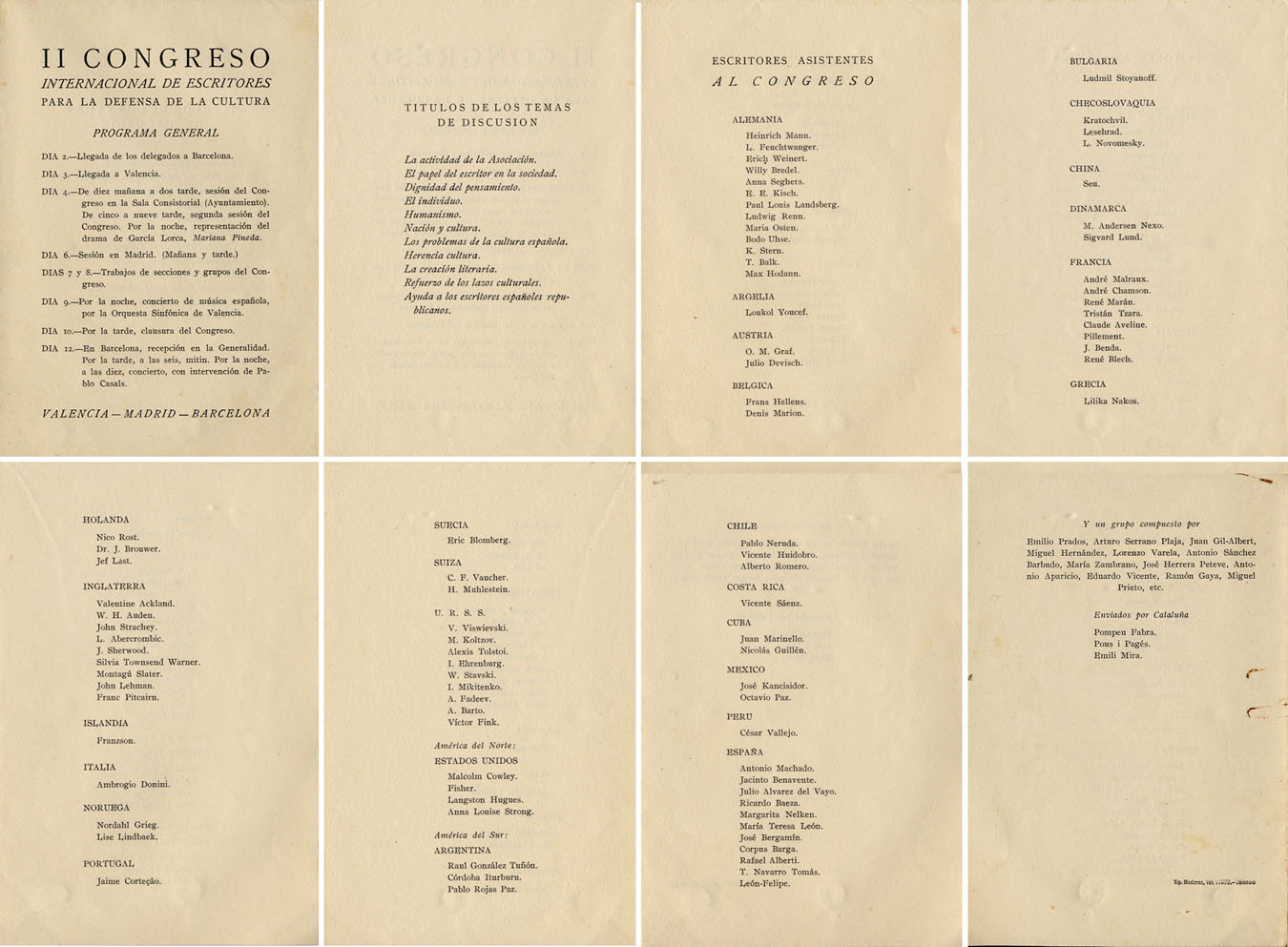
Programa del II Congreso Internacional de Escritores para la Defensa de la Cultura.

Sin alguna posibilidad política o militar, José Mancisidor fue nombrado director de la imprenta del gobierno de Veracruz por el gobernador Adalberto Tejeda, quien se había distanciado del Jefe Máximo Plutarco Elías Calles. En 1932, Mancisidor se hace profesor de historia de México en la Escuela Normal Veracruzana "Enrique C. Rébsamen", contando sólo con estudios primarios. En esos años colabora en la revista Simiente, edita la revista Ruta, crea su propia editorial llamada "Integrales" y publica sus primeras novelas: La asonada y La ciudad roja. ). 
En abril de 1935 viajó a Nueva York, como el delegado mexicano a Primer Congreso de Escritores Americanos que promovieron la Novela proletaria. 
En junio de 1935, el gobernador del estado de Veracruz, Gonzalo Vázquez Vela es nombrado Secretario de Educación Pública por el presidente Lázaro Cárdenas, integrando a José Mancisidor entre sus colaboradores, entre los que se encontraban Luis Chávez Orozco, Rafael Ramos Pedrueza y Germán List Arzubide. Fue miembro de la Liga de Escritores y Artistas Revolucionarios, LEAR, junto a Leopoldo Méndez, Pablo O´HIggins, Juan de la Cabada, Silvestre Revueltas, Germán List Arzurbide y otros destacados artistas. José Mancisidor es uno de los más importantes novelistas revolucionarios de la Revolución Mexicana.
En 1936 viaja a la Unión Soviética en donde conoce al Presidente Mijaíl Kalinin, al presidente azerí Majid Afandiyev, entre otros políticos, así como también asiste a los funerales de Máximo Gorki. Tras el nombramiento de Manuel Ávila Camacho a la presidencia y debido a los cambios que hubo en la Secretaría de Educación Pública, Mancisidor se dedicó a la docencia impartiendo cátedras de historia en la Escuela Nacional de Maestros, la Escuela Normal Superior, la Secundaria para Señoritas n.º 8 y la Universidad Obrera de México. Murió el 22 de agosto de 1956 tras un desmayo mientras impartía una conferencia en la Universidad Autónoma de Nuevo León, en Monterrey.

## Obras

### Novela
- La asonada (1931)
- La ciudad roja (1932)
- Nueva York revolucionario (1935)
- De una madre española (1938)
- En la rosa de los vientos (1940)
- Frontera junto al mar (1953)
- El alba de las simas (1955)
- Nuestro petróleo (1956)
- Se llamaba Catalina (1958)
- Otra vez aquellos días, inconclusa.
- La semilla del hombre, inconclusa.
- Imágenes de mi tiempo, inconclusa.

### Cuentos
- Cómo cayeron los héroes (1930)
- 120 días (1937)
- El juramento (1947)
- El destino (1947), mención honorífica de República de Cuba.
- La primera piedra (1950), compuesta por La primera piedra, El regreso de Juan, El ojo siniestro e implacable, Un ladrón honrado, Mejor que perros, Los cuentos de abuelita, La culpa la tuvo el jefe, El tragalumbre, El mandato del espíritu, Crepúsculo,  El tiras, El hombre que desintegró el átomo, ¡Terrible noche!, El juramento, Tierra y pan, El destino.
- "Mejor que perros" se puede leer en línea en De pailas y ponites
- Me lo dijo María Kaimlova (1955)

### Ensayo
- Carranza y su política internacional (1929)
- Lenin (1934)
- Marx (1934)
- Romain Rolland (1935)
- Zola, soñador y hombre (1940)
- Hidalgo y la cuestión agraria (1944)
- Miguel Hidalgo, constructor de una patria (1944)
- Henri Barbusse, ingeniero de almas (1945)
- Stalin, el hombre de acero (1950)
- Balzac, el sentido humano de su obra (1952), premiado en el Centenario de Balzac.
- El Huertismo (1953), en Historia mexicana 3 (1), julio-agosto, pp. 34-51.
- Sobre literatura y filosofía (1956)
- Máximo Gorki, su filosofía y su religión (1956)
- El fin del porfiriato

### Teatro
- Juárez, drama en tres actos.
- Frontera junto al mar (1953)

### Argumentos
- El joven Juárez (1955)
- Yanga
- Tres relatos
- El duelo
- Valentín Gómez Farías
- El camino de la libertad (1956), o Arriba Madero o Aquellos días
- El asesino
- El juramento
- El mundo de la infancia y adolescencia de Juárez
- El caso de Pascual Durán

### Historia
- Síntesis histórica del movimiento social mexicano (1940)
- Historia de las luchas sociales en México
- Hidalgo, Morelos, Guerrero (1956), trilogía histórica.
- Historia de la Revolución Mexicana (1958)

### Antologías
- Angulos de México (1940), selección de cuentos.
- Antología de cuentistas mexicanos del siglo XIX (1946)
- Antología de cuentistas contemporáneos (1946)

### Conferencias
- Zola (1933)